# Этапный баллон

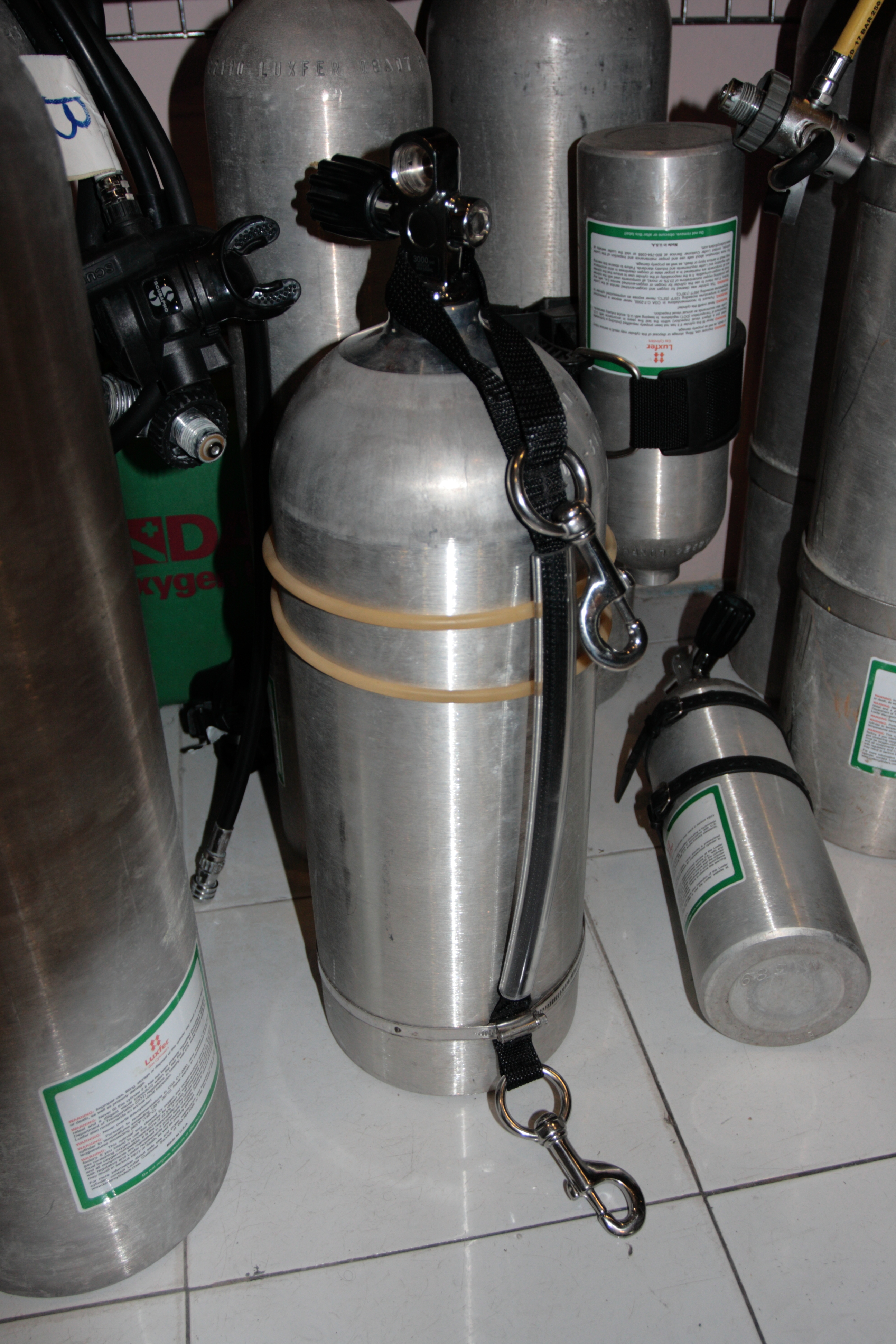
Этапный баллон в обвязке производства OMS

Этапный баллон (от англ. Stage bottles, Pony bottle, калька стейдж, разг. пони-баллон) — баллон для дайвинга, выполняющий функцию хранилища газа для прохождения декомпрессионных остановок, отрезка пути (например — при исследовании пещерных систем) или в качестве резервного источника дыхания.
Имеет систему креплений, позволяющую цеплять стейдж за D-кольца на подвеске/компенсаторе плавучести. Данная система нужна для осуществления возможности смены баллонов с исчерпанным запасом газа на полные или на баллоны с другим составом газовой смеси. Для этапных баллонов применяют регуляторы с манометрами с коротким (10-15 см) шлангом высокого давления и одним лёгочным автоматом.

## Устройство крепления
Крепление состоит из:
1. кольца на горловину баллона
2. 2 пряжек
3. 2 D-образных колец
4. 2 карабинов

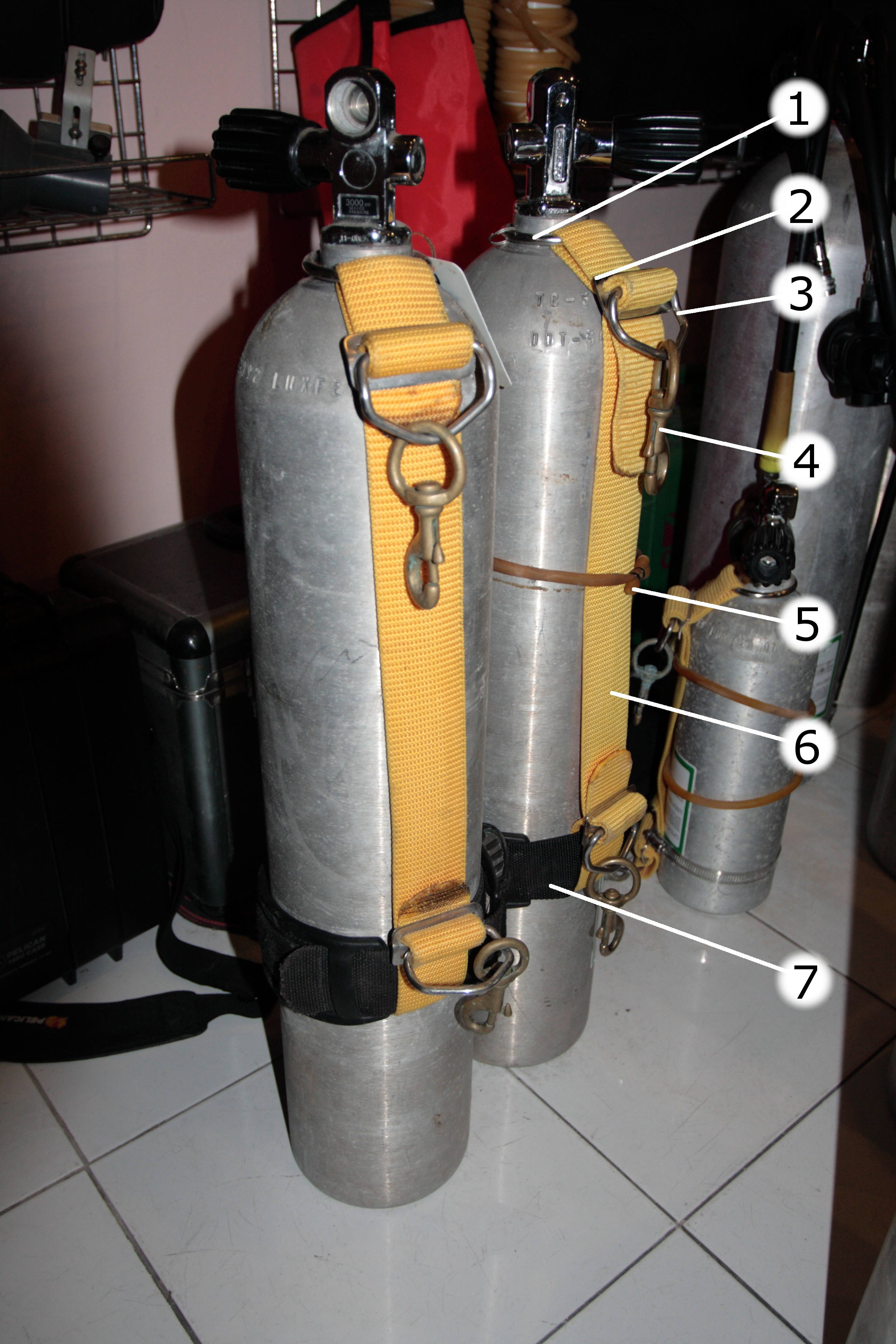
Этапные баллоны в самодельной обвязке.

5. резинового жгута для крепления шланга регулятора
6. ленты
7. ремня с пряжкой

## Подсказки
Во избежание потери газа из стейджа при случайном нажатии на байпасный клапан лёгочного автомата необходимо минимально откручивать вентиль баллона таким образом, чтобы стрелка манометра достигала истинного значения давления в баллоне за несколько секунд после нажатия и отпускания байпасного клапана лёгочного автомата. Этот приём позволит избежать затопления или засорения второй ступени регулятора и шланга низкого давления. После принятия решения о переключении на данный баллон вентиль стейджа открывается полностью.